# Сардинія (Нью-Йорк)
Сардинія (англ. Sardinia) — місто (англ. town) в США, в окрузі Ері штату Нью-Йорк. Населення — 2716 осіб (2020).

## Демографія
Згідно з переписом 2010 року, у місті мешкало 2775 осіб у 1081 домогосподарстві у складі 774 родин. Було 1182 помешкання
Расовий склад населення:
| - 97,9 % — білих - 0,6 % — азіатів - 0,5 % — корінних американців - 0,2 % — чорних або афроамериканців |

До двох чи більше рас належало 0,7 %. Частка іспаномовних становила 0,6 % від усіх жителів.
За віковим діапазоном населення розподілялося таким чином: 21,0 % — особи молодші 18 років, 63,3 % — особи у віці 18—64 років, 15,7 % — особи у віці 65 років та старші. Медіана віку мешканця становила 44,4 року. На 100 осіб жіночої статі у місті припадало 103,9 чоловіків;  на 100 жінок у віці від 18 років та старших — 105,0 чоловіків також старших 18 років.
Середній дохід на одне домашнє господарство  становив 77 153 долари США (медіана — 67 313), а середній дохід на одну сім'ю — 85 346 доларів (медіана — 77 813). Медіана доходів становила 50 417 доларів для чоловіків та 47 344 долари для жінок. За межею бідності перебувало 7,6 % осіб, у тому числі 6,9 % дітей у віці до 18 років та 12,4 % осіб у віці 65 років та старших.
Цивільне працевлаштоване населення становило 1368 осіб. Основні галузі зайнятості: освіта, охорона здоров'я та соціальна допомога — 22,4 %, виробництво — 13,5 %, роздрібна торгівля — 11,8 %.